# 東山村 (福島県)
東山村（ひがしやまむら）は、福島県にかつて存在した村。北会津郡に属していた。現在は会津若松市の一部であり、当項目では現在の会津若松市東山町についても述べる。
現在は会津若松市市街地東部の地域で、東山温泉がある。

## 沿革
- 1875年（明治8年）8月12日 - 慶山村、天寧村および院内村が合併し石山村となったほか、川渓村、大巣子村、一ノ渡村、二幣地村および酸漿村が合併して湯川村となった。
- 1877年（明治10年）1月20日 - 石山村に千石町分が合併し、石山村となった。
- 1889年（明治22年）4月1日 - 町村制が施行され、北会津郡石山村、湯本村および湯川村が合併し、東山村が成立した。
- 1955年（昭和30年）1月1日 - 当時の若松市に編入され、廃止された。
  - 以後は旧東山村の地域は会津若松市東山町となる。

## 現在
現在の会津若松市南東部にあたり、住宅地、山林などが広がる。同地区を福島県道325号湯川大町線、福島県道374号東山温泉線が経由している。また、地区を流れる湯川に、東山ダムがある。加えて、湯川沿いには東山温泉があり、会津若松市内では大戸町の芦ノ牧温泉などと並ぶ温泉地となっている。

### 自然
- 背炙山
- 羽黒山
- 前山
- 桜山
- 湯川
  - 東山ダム
  - 東山ダム湖

### 史跡・神社・寺院・観光地など
- 東山温泉
- 会津藩主松平家墓所
  - 会津松平家歴代藩主の墓
- 熊野神社
- 羽黒山神社
- 大山祈神社
- 天寧寺
  - 近藤勇の墓
- 正法寺

## 主要地区
主要地区の現況を述べる。

### 石山
東山町北部の地区。福島県道325号湯川大町線、福島県道374号東山温泉線が通る。山地などが広がり、松平家墓地、天寧寺などがある。また、地区を湯川が流れている。天寧、院内などの集落、住宅地がある。

### 湯本
東山町中部の地区。福島県道325号湯川大町線が通る。山地が広がるが、地区を流れる湯川沿いの一部には東山温泉の旅館群が連なる。また、東山ダムが地区の南端にある。

### 湯川
東山町南部の地区。福島県道325号湯川大町線が通る。山地が広がるほか、地区の西部に東山ダム湖が存在する。